# Ridderorden in Anhalt
De hertogdommen van de Ascaniërs werden in de loop der eeuwen vele malen verdeeld en na het uitsterven van een tak van de familie weer samengevoegd. Soms volgde dan opnieuw een verdeling. Deze hertogdommen hebben in hun verschillende opeenvolgende verschijningsvormen ook ridderorden en Orden van Verdienste gekend. Er waren ook tal van medailles, kruisen en eretekens, zie daarvoor: de Onderscheidingen in Anhalt. Hieronder de volgorde waarin de ridderorden werden ingesteld :

## De hertogdommen der Ascaniërs
- Anhalt
- Anhalt-Dessau
  - De Orde van het Vertrouwen
- Anhalt-Aschersleben
- Anhalt-Bernburg
- Anhalt-Köthen kende als enige een Orde:
  - De Orde van Verdienste
- Anhalt-Zerbst
- Anhalt-Plötzkau
- Anhalt-Köthen-Plötzkau

## De gezamenlijke Orde van de drie Hertogen van Anhalt
In 1836 werd door de drie hertogen van Anhalt; Hendrik van Anhalt-Köthen, Leopold IV Frederik van Anhalt-Dessau en Alexander Karel van Anhalt-Bernburg een gezamenlijke Huisorde gesticht.
- De Huisorde van Albrecht de Beer 1836

## De Orden van het verenigde Hertogdom Anhalt
- De Huisorde van Albrecht de Beer 1836
- De Orde van Verdienste voor Wetenschap en Kunst (Anhalt) 1875

## De Vrijstaat Anhalt
De vrijstaat stelde diverse medailles in maar kende geen orden.

## Sachsen-Anhalt als deelstaat van de Bondsrepubliek Duitsland
De deelstaat heeft in 2000 een medaille "Erespeld van de Minister-President" ingesteld maar kent, anders dan de andere deelstaten, geen orde van verdienste.

## De Huisorde van het Huis Anhalt
Na de troonsafstand van de laatste Hertog in 1918 hebben de Askaniërs, titulair Hertogen van Anhalt een van de oude orden als Huisorde aangehouden:
- De Huisorde van Albrecht de Beer 1836